# پیتر بروخ
پیتر بروخ (آلمانی: Peter Bruch؛ زادهٔ ۲۵ سپتامبر ۱۹۵۵) شناگر اهل آلمان شرقی بود.
وی در مسابقات کشوری و بین‌المللی در مجموع برندهٔ ۲ مدال برنز شده‌است.